# Skarpnäcks gamla skola

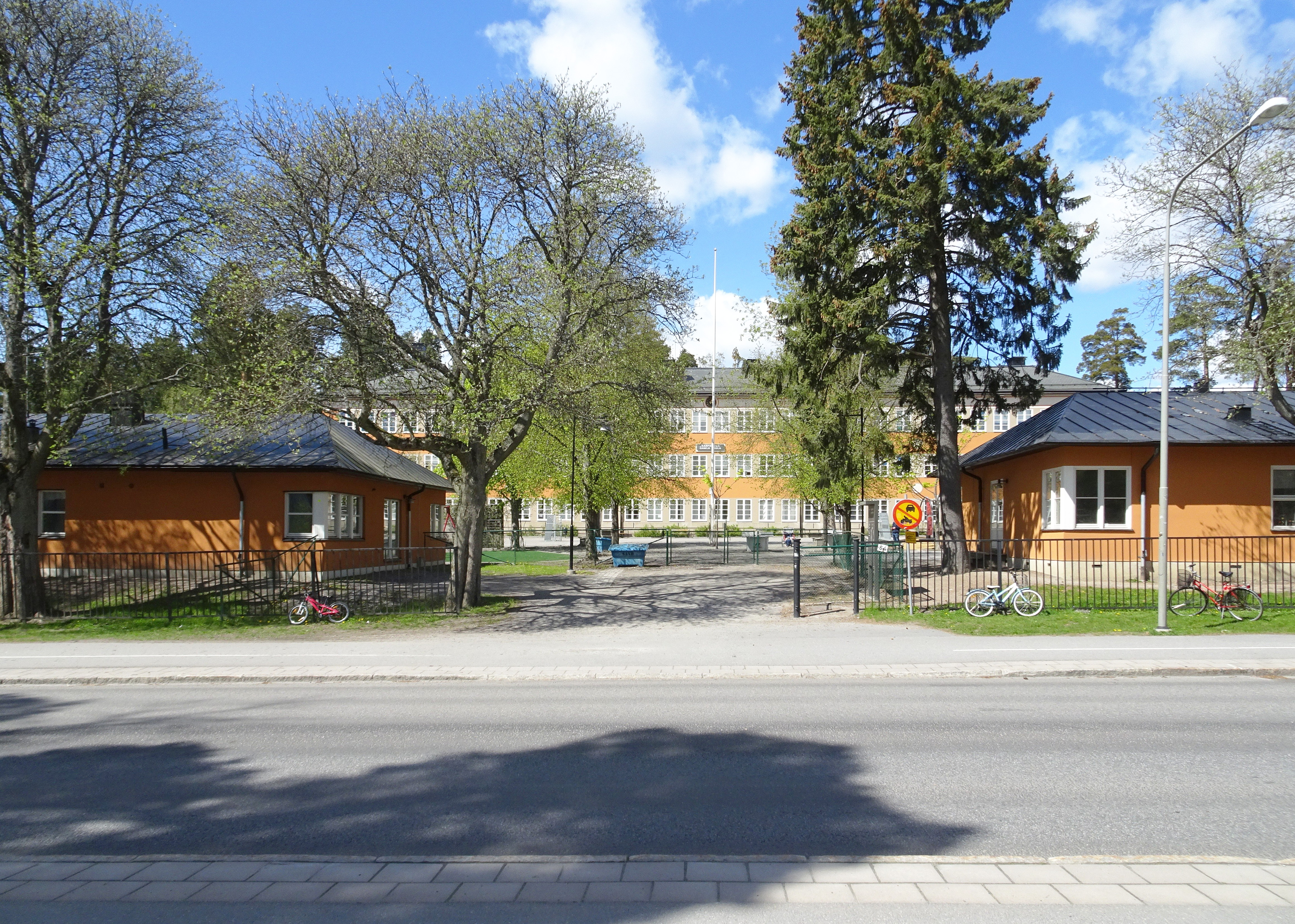
Skarpnäcks gamla skola, vy från Kärrtorpsvägen, maj 2020.

Skarpnäcks gamla skola (ursprungligen Skarpnäcks folkskola) är en kommunal grundskola belägen i kvarteret Tvätterskan vid Kärrtorpsvägen 62 i stadsdelen Enskededalen i södra Stockholm. Skolhuset byggdes 1928 efterritningar av arkitekt Georg A. Nilsson och är grönmärkt av Stadsmuseet i Stockholm vilket innebär att bebyggelsen anses vara ”särskilt värdefull från historisk, kulturhistorisk, miljömässig eller konstnärlig synpunkt”. Skolan kallades tidigare Gamla skolan, vilket namnändrades 1986 till Skarpnäcks gamla skola, ej att förväxla med närbelägna Skarpnäcks skola som ligger i stadsdelen Kärrtorp.

## Bakgrund
I ett mindre skogsområde bland tallar och med Hemmet för gamla som granne avsattes i stadsplanen (Pl 833) från 1930 i östra delen av Viloparken ett område för allmänt ändamål. Enligt den tidigare stadsplan (Pl 382) från 1925 skulle Viloparken förbli obebyggd men Skarpnäcks växande barnaskara behövde en skola och den nya stadsplanen ”skräddarsyddes” för folkskolans byggnader som då redan var invigda. 
| Del av stadsplan Pl 382 från 1925 |  | Del av stadsplan Pl 833 från 1930 |
| Del av stadsplan Pl 382 från 1925 |  | Del av stadsplan Pl 833 från 1930 |

## Skolans byggnader

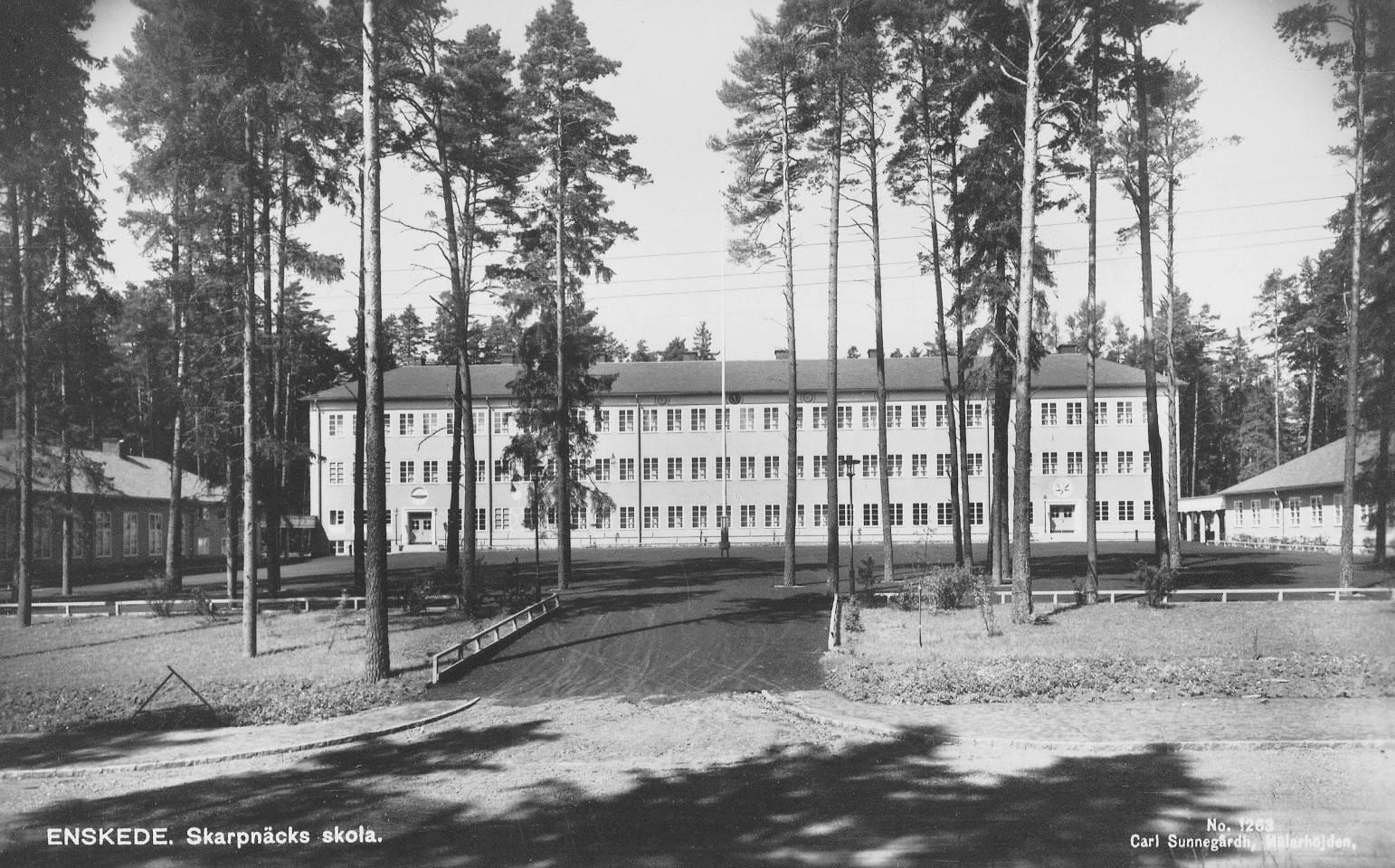
Skolan på 1950-talet.

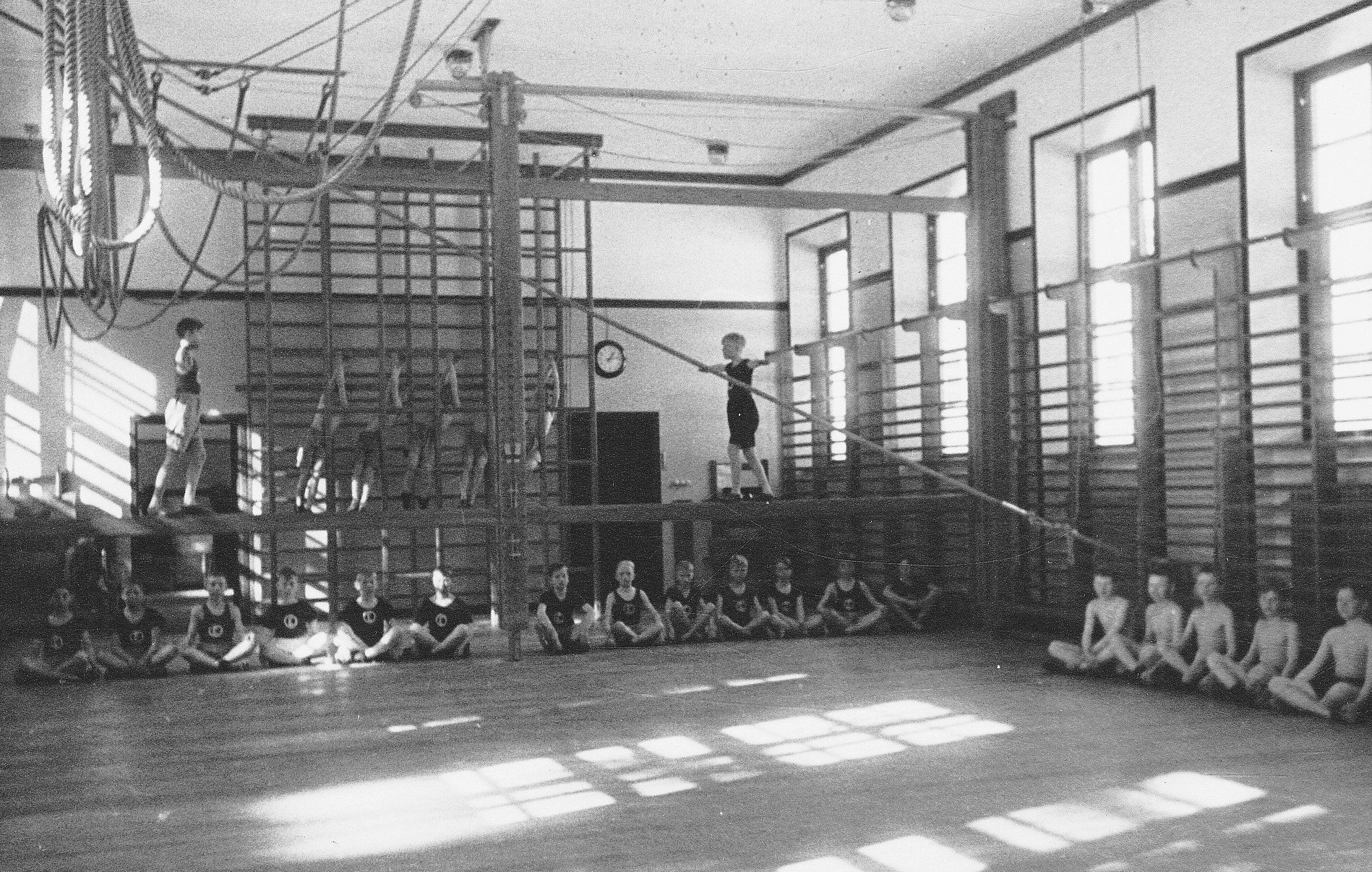
Gymnastiksalen på 1950-talet.

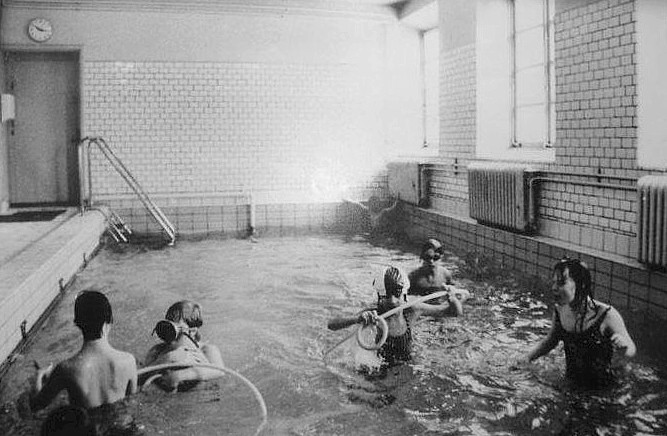
Skolbadet på 1950-talet.

Skarpnäcks folkskola ritades av Georg A. Nilsson, en av Sveriges främsta skolhusarkitekter på sin tid. Bebyggelsen består av en 73 meter lång huvudbyggnad i tre våningar med korta trapphusflyglar mot norr och två fristående envåningsflyglar mot söder, som tillsammans med huvudbyggnaden inramar skolgården. Huvudbyggnaden innehöll på bottenvåningen bland annat samlingssal, ritsal, slöjdsal och ”naturkunnighetsrum”. I västra änden inrymdes vaktmästarens bostad och på motsatta sidan fanns en läkarmottagning. Klassrum och liknade förlades till våningsplanen. 
I den fristående västra flygeln anordnades gymnastiksalen och i den östra skolkök och ett bassängbad. Flyglarna kopplades med kolonnburna, väderskyddande tak till huvudbyggnaden. Nilsson ritade en anläggning i stram 1920-talsklassicism, där, enligt arkitekturhistorikern Fredric Bedoire, rationalitet och ekonomi präglade planlösningen. Fasaderna utfördes putsade och lejongulfärgade. Fönsterbanden målades i varmgrå kulör som lättats upp av enkla grafiska mönster. Fasaden smyckas av rosetter i bandet under takfoten. Över de båda med kalksten inramade entréerna placerades kalkstensmedaljonger visande en stjärna respektive Aladdins lampa. Taken täcktes med svart skiffer. År 1968 utfördes en ombyggnad av samtliga plan och 1978 tillkom två fristående paviljonger för fritidshem och förråd som uppfördes närmast Kärrtorpsvägen. 
Närbelägna Skarpnäcks nya skola (dagens Skarpnäcks skola) uppfördes 1952 efter ritningar av Ture Ryberg. Skolhuset ligger vid Kärrtorpsvägen 95, mellan båda finns en gångtunnel under Kärrtorpsvägen för eleverna. Skarpnäcks nya och gamla skola var under 1950-talet med som mest 2 240 elever Stockholms elevrikaste. Gymnastik äger fortfarande rum i västra flygeln medan skolbespisningen skötts i nya skolan. Bassängbadet i östra flygeln finns kvar men är övertäckt och ett vanligt klassrum.

## Verksamhet
Gamla skolans första uppropsdag var den 22 augusti 1929. Det fanns femton klasser mellan årskurs 1 och 6 med sammanlagt 300 till 400 ”lärjungar”, som eleverna kallades.
Under början av andra världskriget nyttjades en stor del av skolan av militären. Bara översta våningsplanet användes som skola och 1942 blev hela skolan militärförläggning.
Sedan år 1992 är Skarpnäcks gamla skola annex till Skarpnäcks nya skola. Sedan dess är Skarpnäcks skola uppdelad i två huvudbyggnader, den gamla delen från 1928 vid Kärrtorpsvägen 62 och den nya delen från 1952 vid Kärrtorpsvägen 95. I gamla byggnaden ligger grundsärskolan samt lokalerna för årskurserna 1, 2, 4, 5 och 6. I nya byggnaden finns förskola och lokaler för årskurserna 3 och 7–9. Båda skolor tillsammans hade 2019 cirka 970 elever, därav 96 elever i förskoleklass och 43 elever i grundsärskolan samt omkring 165 medarbetare.

## Bilder

Bebyggelsen
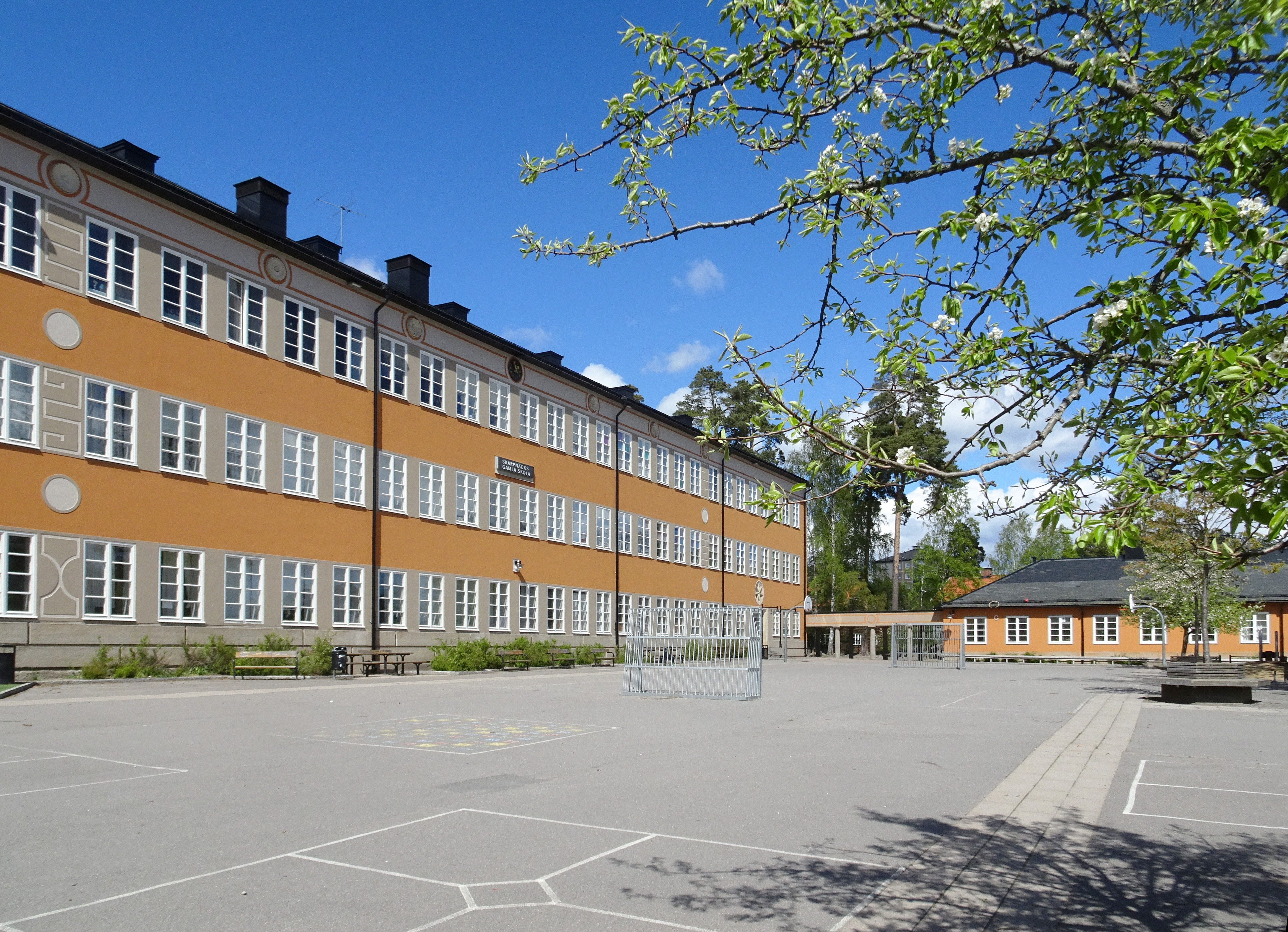
Huvudbyggnaden.
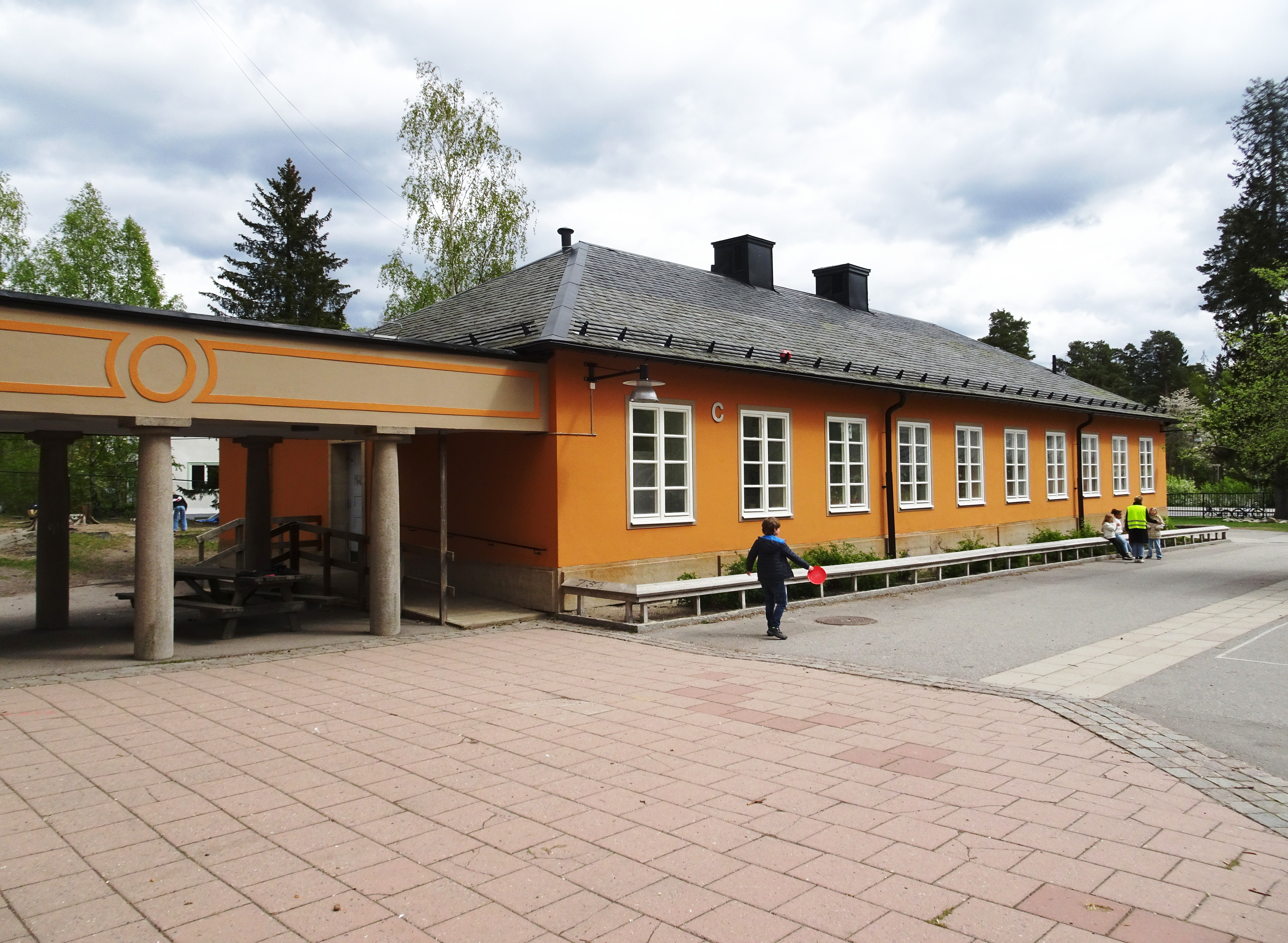
Östra flygeln.
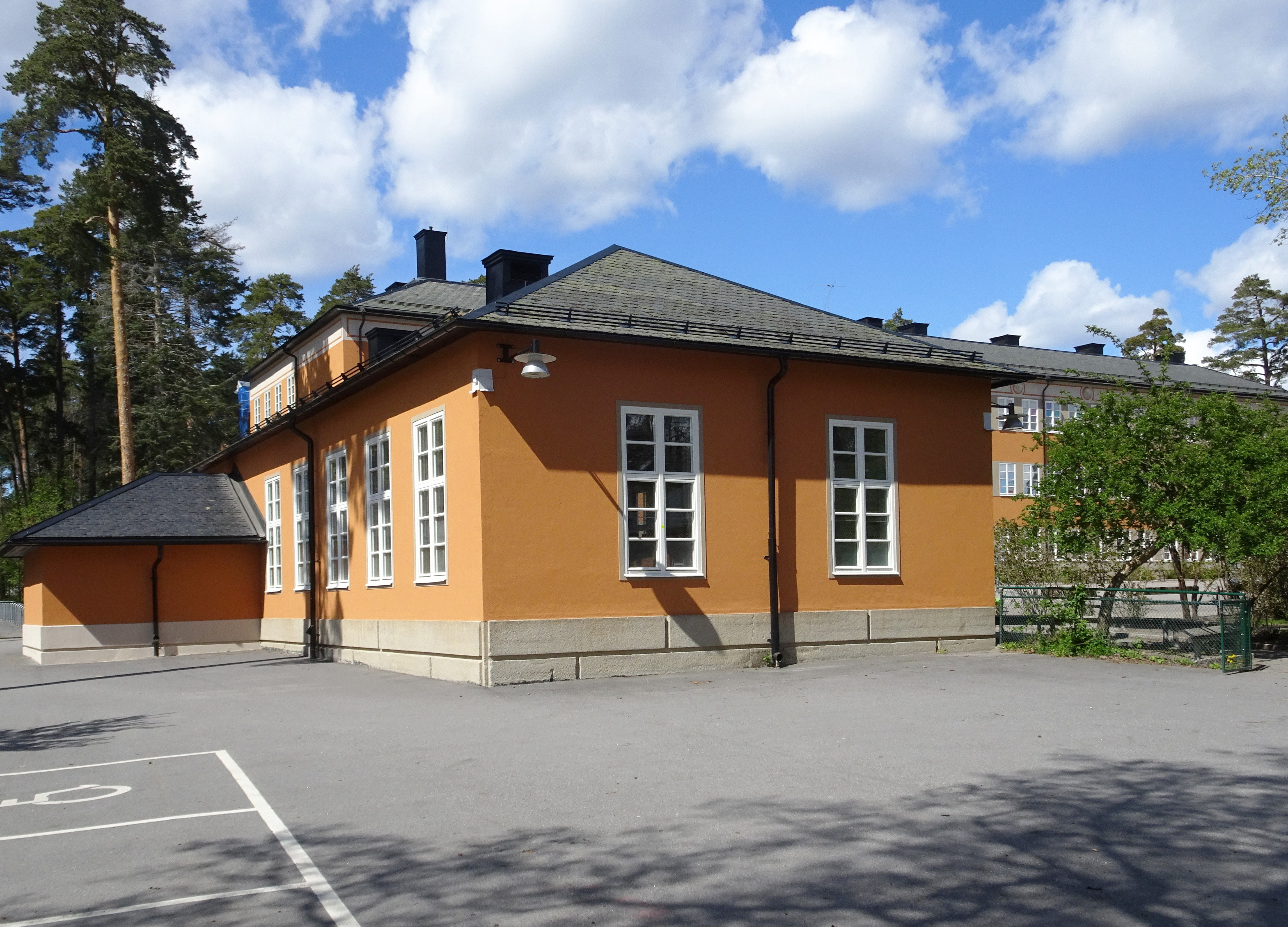
Västra flygeln.
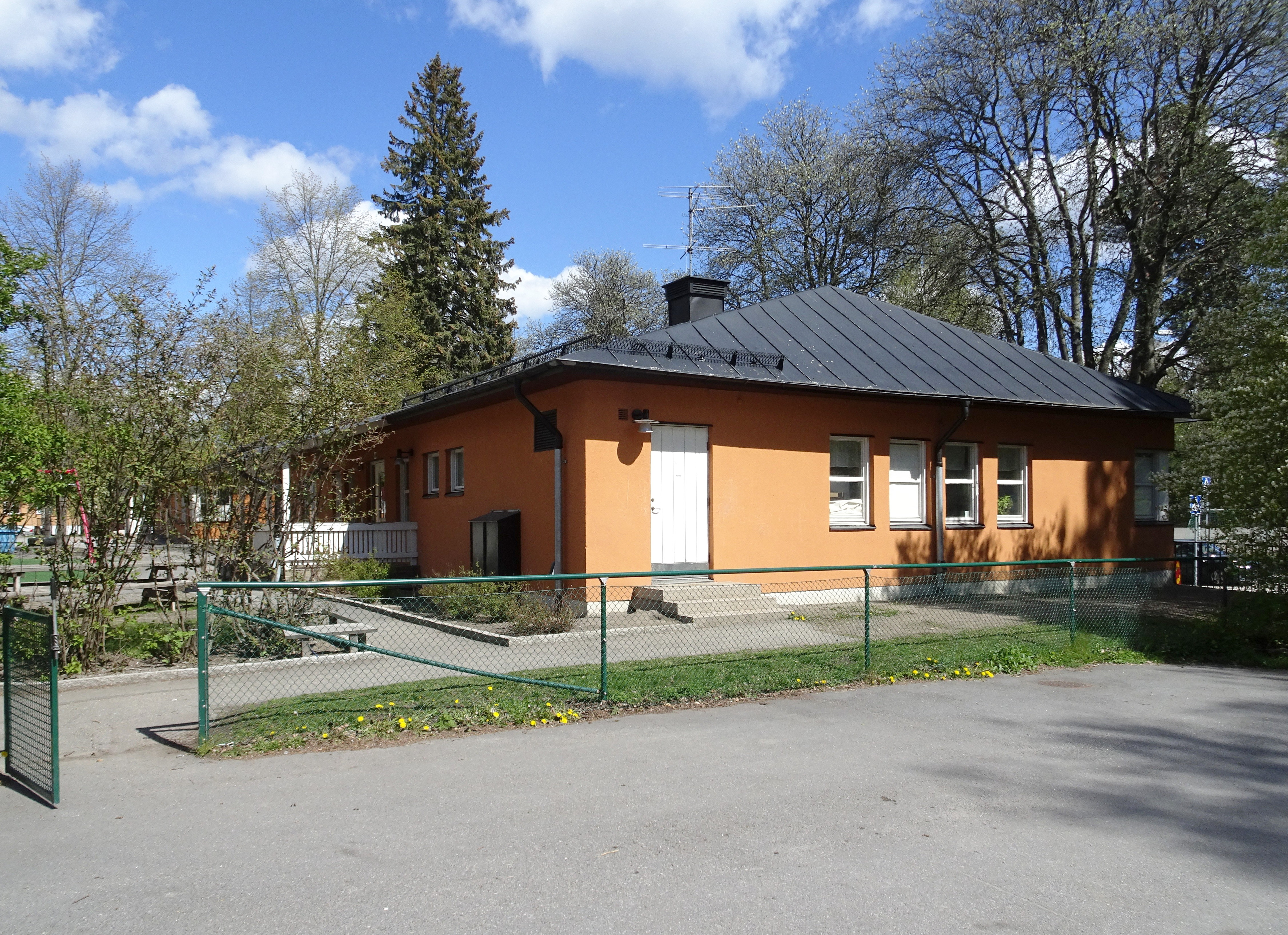
Paviljongen från 1978.

Byggnadsdetaljer
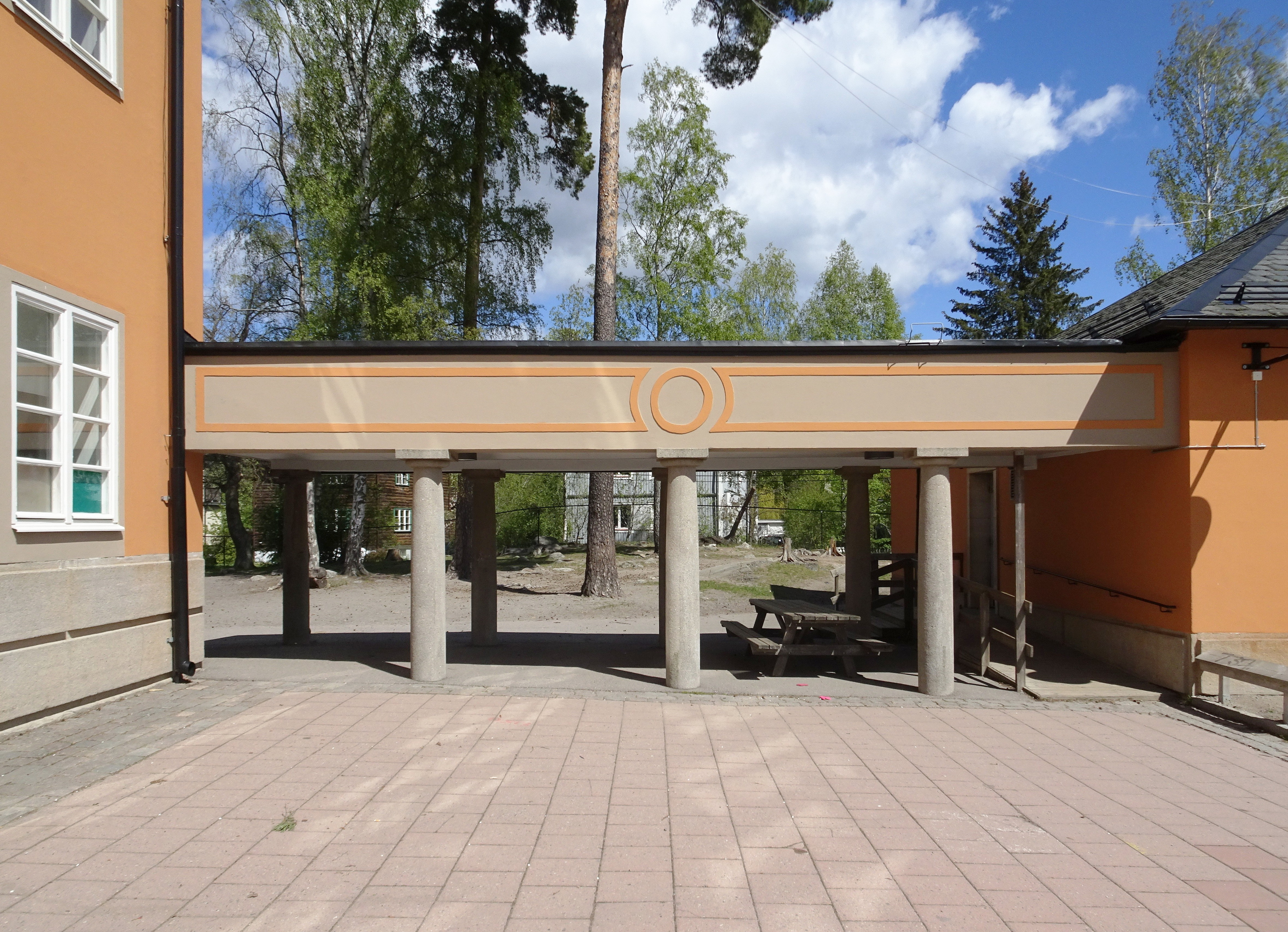
Östra pelargången.
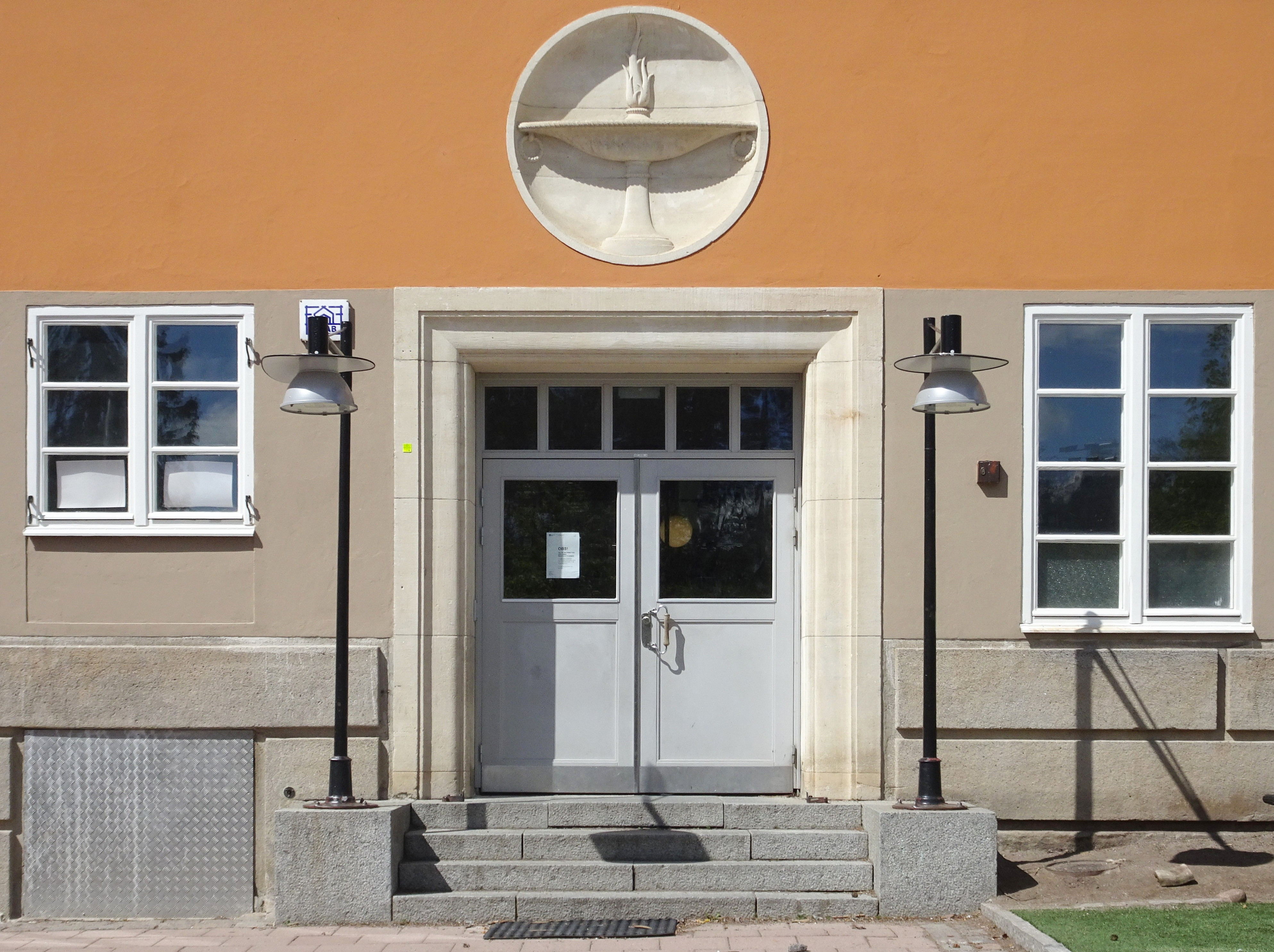
"Aladdins lampa"
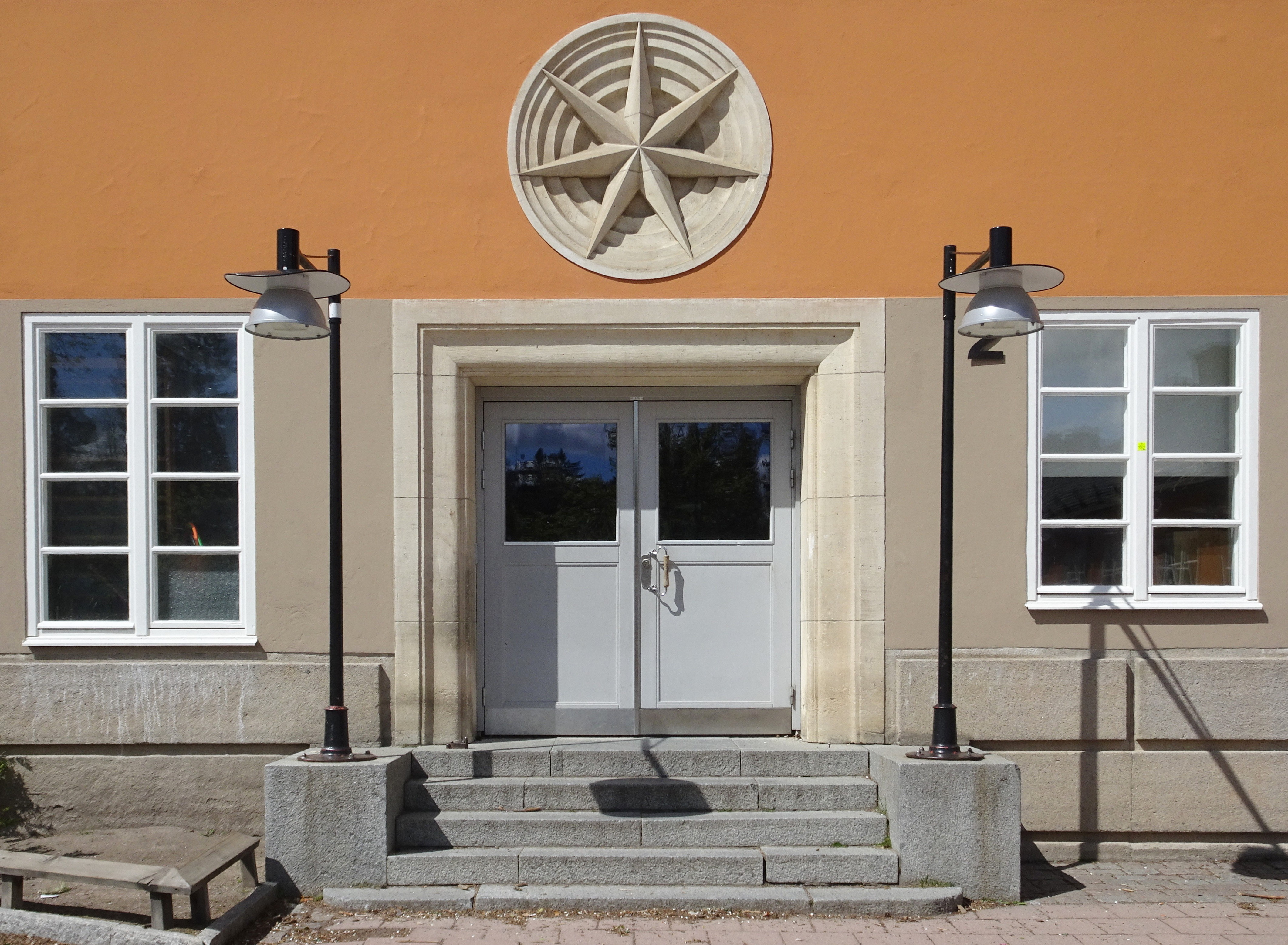
"Stjärnan"
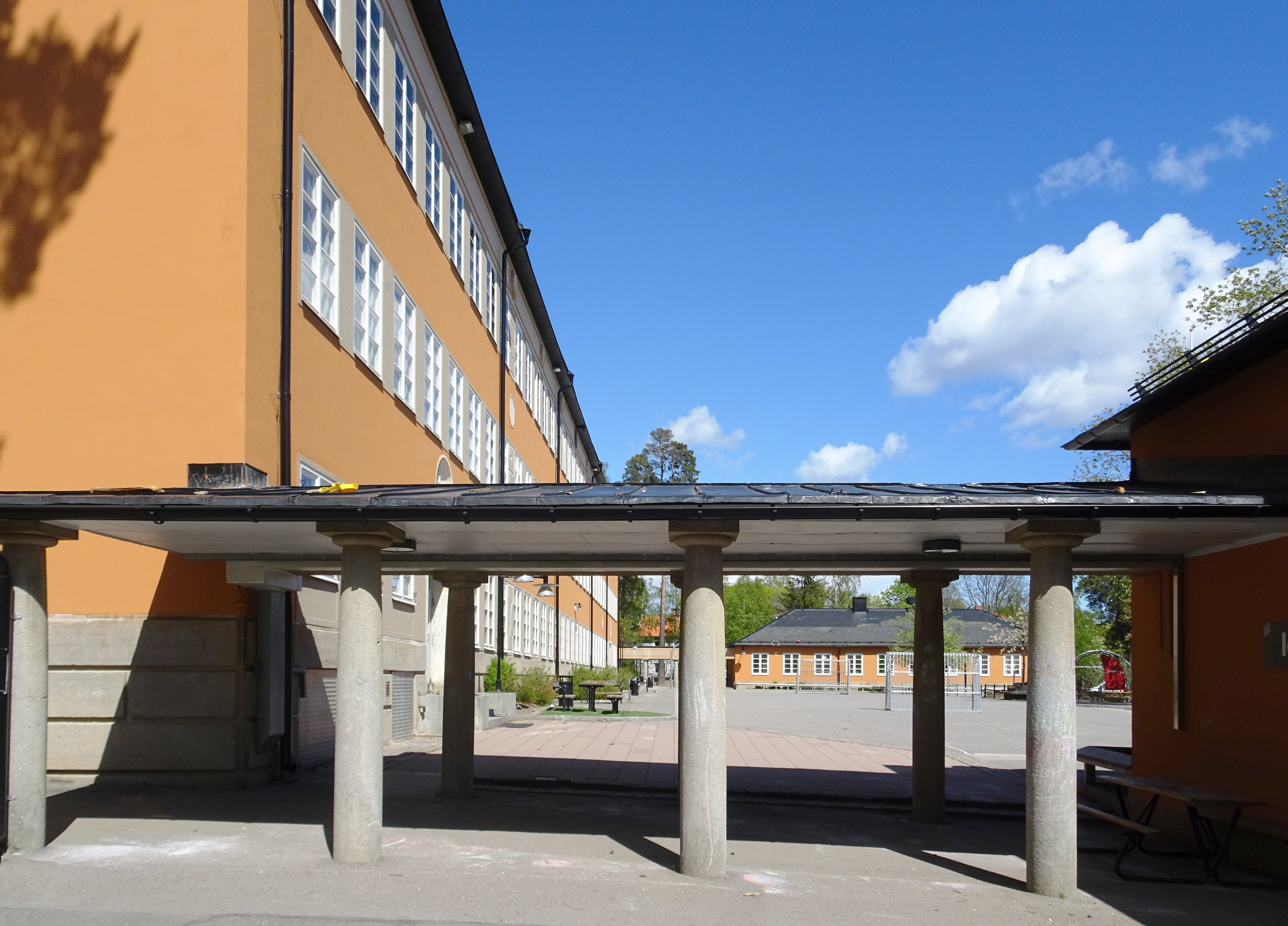
Västra pelargången.